# Szrotowo
Szrotowo (Szotowo) (kaszb. Szòtowò) – część wsi Smętowo Chmieleńskie w Polsce, położona w województwie pomorskim, w powiecie kartuskim, w gminie Kartuzy, na obrzeżach Kaszubskiego Parku Krajobrazowego. Wchodzi w skład sołectwa Smętowo Chmieleńskie.
W latach 1975–1998 Szrotowo administracyjnie należało do województwa gdańskiego.